# Велика Ремізенка
Велика Ремі́зенка (рос. Большая Ремизенка) — село у складі Тоцького району Оренбурзької області, Росія.

## Населення
Населення — 52 особи (2010; 121 у 2002).
Національний склад (станом на 2002 рік):
- росіяни — 66 %